# Elizabeth (Virginia Occidental)
Elizabeth es un pueblo ubicado en el condado de Wirt en el estado estadounidense de Virginia Occidental. En el Censo de 2010 tenía una población de 823 habitantes y una densidad poblacional de 592,84 personas por km².

## Geografía
Elizabeth se encuentra ubicado en las coordenadas 39°3′44″N 81°23′50″O / 39.06222, -81.39722. Según la Oficina del Censo de los Estados Unidos, Elizabeth tiene una superficie total de 1.39 km², de la cual 1.23 km² corresponden a tierra firme y (11.75%) 0.16 km² es agua.

## Demografía
Según el censo de 2010, había 823 personas residiendo en Elizabeth. La densidad de población era de 592,84 hab./km². De los 823 habitantes, Elizabeth estaba compuesto por el 98.42% blancos, el 0% eran afroamericanos, el 0% eran amerindios, el 0.73% eran asiáticos, el 0% eran isleños del Pacífico, el 0% eran de otras razas y el 0.85% pertenecían a dos o más razas. Del total de la población el 0.24% eran hispanos o latinos de cualquier raza.